# Новосёловка (Костанайский район)
Новосёловка (каз. Новосёлов) — село в Костанайском районе Костанайской области Казахстана. Входит в состав Заречного сельского округа. Находится примерно в 19 км к юго-востоку от центра города Костаная. Код КАТО — 395431300.

## Население
В 1999 году население села составляло 281 человек (145 мужчин и 136 женщин). По данным переписи 2009 года, в селе проживало 305 человек (168 мужчин и 137 женщин).